# Xanthochorema nathaliae
Xanthochorema nathaliae là một loài Trichoptera thuộc họ Hydrobiosidae. Chúng phân bố ở miền Australasia.